# 类库
類別庫（Class library）在程式設計中是指類別的集合。
一组在多个工程中可能会被重复使用的類別，可以作为一个類別庫共享给其他相关的开发者。as,swf和swc都是常见的類別庫分配形式。